# St. Thomas (Aicha an der Donau)

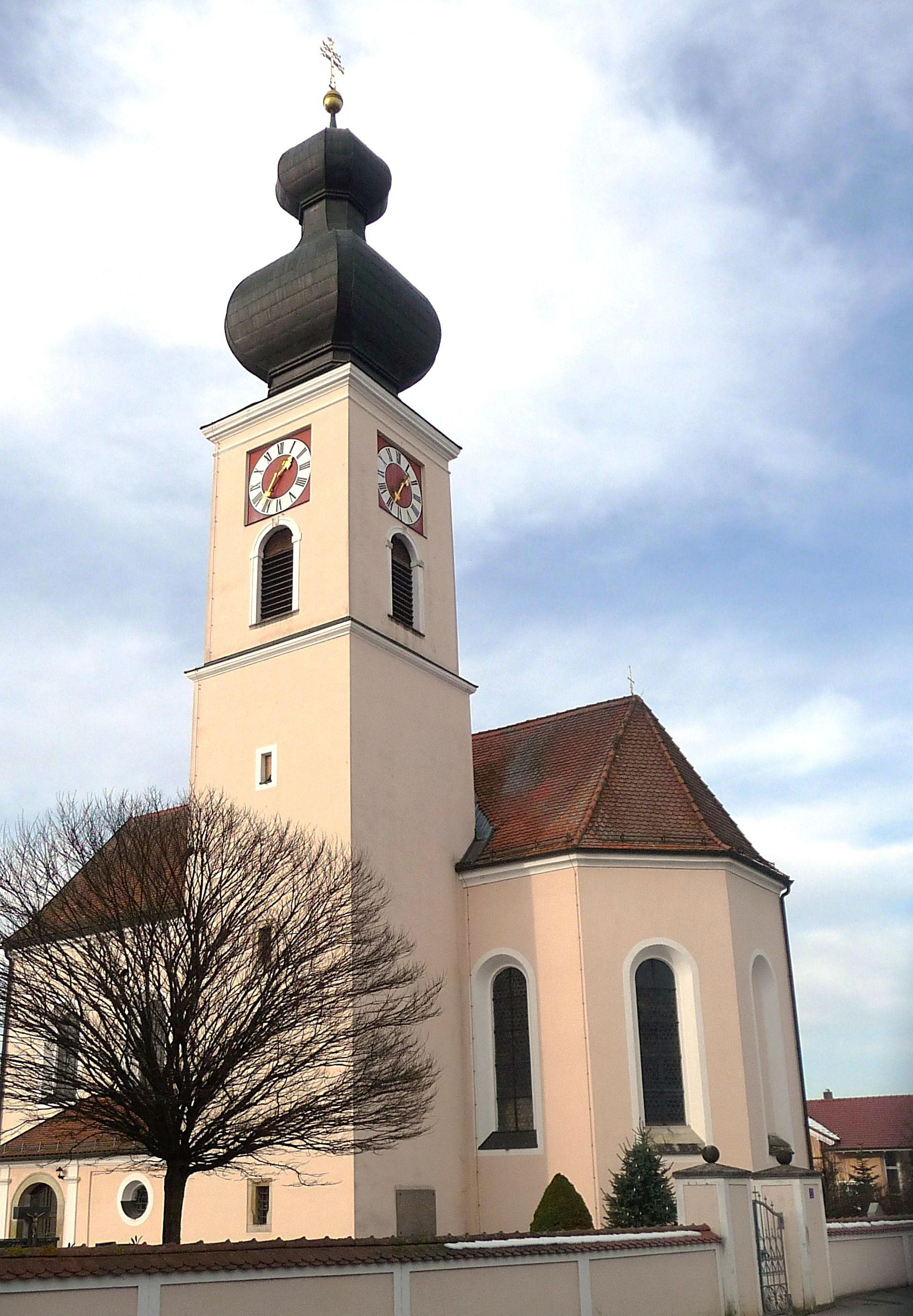
St. Thomas in Aicha an der Donau

Die römisch-katholische Pfarrkirche St. Thomas steht in Aicha an der Donau, einem Stadtteil von Osterhofen im niederbayerischen Landkreis Deggendorf. Sie ist in der Liste der Baudenkmäler in Osterhofen unter der Nr. D-2-71-141-27 eingetragen. Die Kirche gehört zum Dekanat Osterhofen im Bistum Passau.

## Beschreibung
St. Thomas ist eine um 1500 erbaute Saalkirche. Sie besteht aus dem von 1712 bis 1715 barock umgebauten Langhaus zu drei Jochen, dem eingezogenen, dreiseitig geschlossenen, spätgotischen Chor zu zwei Jochen im Osten, der Sakristei an der Nordwand und dem Chorflankenturm mit Welscher Haube an der Südwand des Chors. Im obersten Geschoss des im Kern mittelalterlichen Turms hängen drei Glocken, außen sind über den Schallöffnungen die Zifferblätter der Uhr angebracht.
Das Langhaus ist mit einem Stichkappengewölbe überspannt, der Chor mit einem Netzgewölbe. Der Hochaltar wurde aus der Abteikirche der Abtei Niederaltaich übernommen. Er wird von den Skulpturen der heiligen Rosalia und des Rochus von Montpellier flankiert. Auf dem Altarretabel ist der Apostel Thomas dargestellt. Die Seitenaltäre stammen vom Anfang des 18. Jahrhunderts.